# BJ Flores
Benjamín «BJ» Flores (San Francisco, California, 29 de enero de 1979) es un exboxeador profesional y actual entrenador  estadounidense. Desafió una vez por el título mundial de peso crucero del WBC en 2016, y dos veces por títulos mundiales interinos en peso crucero y pesado.

## Vida personal
Flores, de ascendencia mexicana, es nieto de Ralph Flores, el piloto que estrelló su avioneta en las tierras salvajes del territorio canadiense de Yukón.
Nacido en una familia de boxeadores, Flores comenzó a asistir al gimnasio a la edad de cuatro años mientras veía a su padre Frank Flores entrenar a sus hermanos mayores y ayudar al entrenador olímpico Ken Adams a entrenar a los futuros campeones Vince Phillips y Kennedy McKinney. Antes de graduarse de Willard High School en Willard, Misuri, Flores fue considerado como uno de los mejores atletas del Estado de Misuri en fútbol americano y atletismo, esto llevó a que a Flores se le ofreciera una beca completa de fútbol para BYU.
Flores se tomó dos años libres de BYU para servir en una misión para la Iglesia de Jesucristo de los Santos de los Últimos Días en la Misión México Culiacán. Durante dos años, Flores vivió en una de las zonas más pobres de México y ayudó ayudando en la construcción de casas, techos y otras labores laborales para los menos afortunados.
Estando en Culiacán, Flores comenzó a entrenar en el mismo gimnasio donde Julio César Chávez entrenaba de niño. Después de ver a Flores dar numerosas palizas en las sesiones de sparring los lugareños le pusieron el mote de «El Peligroso».

## Carrera amateur
Flores tuvo una carrera amateur estelar antes de convertirse en profesional. En 1997, ganó el campeonato nacional Guantes de Oro de peso semipesado. En 2001 y 2002, ganó el campeonato nacional amateur de peso pesado.

## Carrera profesional
Flores hizo su debut profesional el 3 de mayo de 2003 en Las Vegas, Nevada contra Dallas Lane. Flores juntó tres izquierdas temprano en la primera ronda para enviar a Lane a la lona. Superó la cuenta, pero se derrumbó rápidamente con un volado de derecha que hizo que el árbitro detuviera la pelea.
Después de ganar sus siguientes dos peleas, Flores luchó contra Gabriel Taylor el 3 de octubre de 2003 en Houston, Texas. Flores tambaleó a Taylor varias veces hasta el punto de que el árbitro detuvo la pelea en la segunda ronda. Flores se encontró en problemas en su próxima pelea contra Semisi Bloomfield luego de que Flores cayera dos veces en la segunda ronda. Sin embargo, Flores logró regresar y pelear con él hasta un empate.
Flores luchó contra Christopher Hairston el 24 de enero de 2004 en el Boardwalk Hall de Atlantic City, Nueva Jersey. Flores tuvo a Hairston en la lona dos veces antes de que Hairston se negara a continuar. Dos meses después, Flores derrotó a Eric French por decisión unánime. El 8 de mayo de 2004, Flores noqueó a Brian Maclin con un gancho de izquierda.
Después de ganar sus siguientes ocho peleas, Flores luchó contra Ali Supreme el 13 de mayo de 2006 en el Arizona Veterans Memorial Coliseum en Phoenix, Arizona. Flores pasó a la ofensiva y tiró a Supreme a la lona con una ráfaga viciosa al final del primer asalto. Ali trató de ponerse de pie, pero se dobló y el árbitro detuvo la pelea.
Después de derrotar a Gary Dydell, Flores luchó contra Chris Thomas el 19 de enero de 2007. Flores ganó por decisión unánime. Flores ganó sus siguientes dos peleas contra Patrick Nwamu y Andy Sample.
Flores luchó contra Darnell Wilson por el título de peso crucero de la Asociación de Boxeo de los Estados Unidos el 8 de febrero de 2008 en Dover, Delaware. Flores usó el movimiento del ring para evitar la agresión de Wilson en el camino a una victoria por decisión unánime.

### Campeonato de peso crucero IBO
Flores perdió ante el campeón de peso crucero IBO Danny Green en noviembre de 2010 y, por decisión unánime, la primera derrota de su carrera.

### Combate contra Beibut Shumenov
El 25 de julio de 2015, Flores se enfrentó a Beibut Shumenov de Kazajistán en una noche de pelea de Premier Boxing Champions en el Palms Casino Resort, Las Vegas. La pelea fue transmitida en vivo por NBCSN. Flores presionó la acción en todo momento, sirviendo como agresor gran parte de la noche. Shumenov comenzó a aumentar más su ofensiva en la ronda 8, lanzando combinaciones y aprovechándose de un Flores agotador. Flores aplastó a Shumenov con un fuerte derechazo en la ronda 12, pero era demasiado tarde en la pelea para que capitalizara más, lo que resultó en una victoria por decisión unánime para Shumenov y la captura del título mundial interino de peso crucero de la AMB.
El 15 de octubre de 2016, BJ Flores desafió a Tony Bellew por el título de peso crucero del CMB, en la ciudad natal de Bellew, Liverpool. Flores comenzó bien la pelea, pero luego cayó tres veces en el segundo asalto. Finalmente, en la tercera ronda, el campeón defensor derribó a Flores por cuarta vez para el conteo final.
El 11 de agosto de 2018, Flores luchó contra Trevor Bryan por el título interino vacante de peso pesado de la AMB. Bryan derribó a Flores seis veces y cerró la pelea en cuatro asaltos.

## Carrera como comentarista
A medida que Flores continuaba subiendo de rango en la división de las 200 libras, Flores comenzó a desempeñar una doble función en 2012, trabajando como analista de primera fila, y ahora es parte del equipo de transmisión de Premier Boxing Champions en NBC. En 2016, formó parte del equipo de NBC que cubría el boxeo en los Juegos Olímpicos de Río.

## Récord de boxeo profesional
| Sumario   |              |           |
| 39 peleas | 34 Victorias | 4 Derrota |
| Nocaut    | 21           | 2         |
| Decisión  | 13           | 2         |
| Empates   | 1            | 1         |

| Número | Resultado | Récord | Rival                | Método | Asalto - Tiempo | Fecha                    | Localización                                               | Título                                                                                    |
| 39     | Derrota   | 34-4-1 | Trevor Bryan         | TKO    | 4 (12)          | 11 de agosto de 2018     | Celebrity Theatre, Phoenix, Arizona                        | Por el título interino vacante WBA de peso pesado                                         |
| 38     | Victoria  | 34-3-1 | Nick Guivas          | UD     | 6               | 24 de junio de 2017      | Celebrity Theatre, Phoenix, Arizona                        |                                                                                           |
| 37     | Victoria  | 33-3-1 | Jeremy Bates         | KO     | 1 (10)          | 25 de febrero de 2017    | Celebrity Theatre, Phoenix, Arizona                        |                                                                                           |
| 36     | Derrota   | 32-3-1 | Tony Bellew          | KO     | 3 (12)          | 15 de octubre de 2016    | Echo Arena, Liverpool, Merseyside                          | Por el título Consejo Mundial de Boxeo de peso crucero                                    |
| 35     | Victoria  | 32-2-1 | Roberto Santos       | UD     | 6               | 21 de mayo de 2016       | The Cosmopolitan, Las Vegas, Nevada                        |                                                                                           |
| 34     | Derrota   | 31-2-1 | Beibut Shumenov      | UD     | 12              | 25 de julio de 2015      | Palms Casino Resort, Las Vegas, Nevada                     | Por el título interino WBA de peso crucero                                                |
| 33     | Victoria  | 31-1-1 | Kevin Engel          | TKO    | 3 (8)           | 8 de octubre de 2014     | Beau Rivage Resort & Casino, Biloxi, Misisipi              |                                                                                           |
| 32     | Victoria  | 30-1-1 | Anthony Caputo Smith | UD     | 8               | 27 de junio de 2014      | Hard Rock Hotel and Casino, Las Vegas, Nevada              |                                                                                           |
| 31     | Victoria  | 29-1-1 | Adam Collins         | KO     | 1 (6)           | 10 de mayo de 2014       | USC Galen Center, Los Ángeles, California                  |                                                                                           |
| 30     | Victoria  | 28-1-1 | David McNemar        | TKO    | 2 (10)          | 6 de octubre de 2012     | Shrine Mosque, Springfield, Misuri                         | Retuvo el título WBO NABO de peso crucero/Ganó el título vacante WBA-NABA de peso crucero |
| 29     | Victoria  | 27-1-1 | Hugo Pineda          | TKO    | 6 (10)          | 28 de enero de 2012      | Abou Ben Adhem Shrine Mosque, Springfield, Misuri          |                                                                                           |
| 28     | Victoria  | 26-1-1 | Paul Jennette        | UD     | 10              | 15 de octubre de 2011    | Challenge Stadium, Mount Claremont, Western Australia      | Ganó los títulos vacantes WBC Continental Americas/vacant WBA Fedelatin de peso crucero   |
| 27     | Victoria  | 25-1-1 | Nicholas Iannuzzi    | RTD    | 5 (10)          | 23 de julio de 2011      | Challenge Stadium, Mount Claremont, Western Australia      | Ganó los títulos vacantes NABA USA/interino WBO NABO de peso crucero                      |
| 26     | Derrota   | 24-1-1 | Danny Green          | UD     | 12              | 17 de noviembre de 2010  | Challenge Stadium, Mount Claremont, Western Australia      | Por el título IBO de peso crucero                                                         |
| 25     | Victoria  | 24-0-1 | Epifanio Mendoza     | TKO    | 4 (10)          | 15 de agosto de 2009     | Mississippi Coast Coliseum, Biloxi, Misisipi               | Retuvo el título WBO NABO de peso crucero                                                 |
| 24     | Victoria  | 23-0-1 | Jose Luis Herrera    | UD     | 10              | 21 de marzo de 2009      | Pensacola Civic Center, Pensacola, Florida                 | Ganó el título WBO NABO de peso crucero                                                   |
| 23     | Victoria  | 22-0-1 | Matt Hicks           | TKO    | 3 (6)           | 23 de enero de 2009      | Plaza Hotel & Casino, Las Vegas, Nevada                    |                                                                                           |
| 22     | Victoria  | 21-0-1 | Darnell Wilson       | UD     | 12              | 8 de febrero de 2008     | Dover Downs, Dover, Delaware                               | Ganó el título IBF USBA de peso crucero/Eliminatoria para el título mundial               |
| 21     | Victoria  | 20-0-1 | Andy Sample          | TKO    | 2 (8)           | 13 de octubre de 2007    | Abou Ben Adhem Shrine Mosque, Springfield, Misuri          |                                                                                           |
| 20     | Victoria  | 19-0-1 | Patrick Nwamu        | UD     | 12              | 2 de marzo de 2007       | Qwest Arena, Boise, Idaho                                  | Gana el título IBA de peso supercrucero                                                   |
| 19     | Victoria  | 18-0-1 | Chris Thomas         | UD     | 12              | 19 de enero de 2007      | Knox Arena, Olive Branch, Misisipi                         | Gana los título vacantes WBF Super/NBA Super Peso Crucero                                 |
| 18     | Victoria  | 17-0-1 | Gary Dydell          | TKO    | 1 (6)           | 30 de septiembre de 2006 | Edinburg Stadium, Edinburg, Texas                          |                                                                                           |
| 17     | Victoria  | 16-0-1 | Ali Supreme          | TKO    | 1 (12)          | 13 de mayo de 2006       | Arizona Veterans Memorial Coliseum, Phoenix, Arizona       |                                                                                           |
| 16     | Victoria  | 15-0-1 | Jermell Barnes       | UD     | 8               | 28 de enero de 2006      | Boardwalk Hall, Atlantic City, New Jersey                  |                                                                                           |
| 15     | Victoria  | 14-0-1 | James Johnson        | TKO    | 5 (8)           | 11 de noviembre de 2005  | Abou Ben Adhem Shrine Mosque, Springfield, Misuri          |                                                                                           |
| 14     | Victoria  | 13-0-1 | Nate Zeikle          | KO     | 2 (6)           | 20 de agosto de 2005     | Allstate Arena, Rosemont, Illinois                         |                                                                                           |
| 13     | Victoria  | 12-0-1 | Frank Walker         | UD     | 8               | 15 de julio de 2005      | Pechanga Resort and Casino, Temecula, California,EE. UU.   |                                                                                           |
| 12     | Victoria  | 11-0-1 | Cliff Nellon         | TKO    | 4 (6)           | 26 de marzo de 2005      | American Bank Center, Corpus Christi, Texas, EE. UU.       |                                                                                           |
| 11     | Victoria  | 10-0-1 | Thomas Cameron       | UD     | 6               | 3 de diciembre de 2004   | Bally's Atlantic City, Atlantic City, New Jersey, EE. UU.  |                                                                                           |
| 10     | Victoria  | 9-0-1  | Cruz Quintana        | TKO    | 1 (6)           | 25 de septiembre de 2004 | Abou Ben Adhem Shrine Mosque, Springfield, Misuri, EE. UU. |                                                                                           |
| 9      | Victoria  | 8-0-1  | John Turlington      | TKO    | 4 (6)           | 17 de julio de 2004      | Reliant Center, Houston, Texas, EE. UU.                    |                                                                                           |
| 8      | Victoria  | 7-0-1  | Brian Maclin         | KO     | 1 (6)           | 8 de mayo de 2004        | Casino Del Sol, Tucson, Arizona, EE. UU.                   |                                                                                           |
| 7      | Victoria  | 6-0-1  | Eric French          | UD     | 4               | 27 de marzo de 2004      | Alltell Arena, Little Rock, Arkansas, EE. UU.              |                                                                                           |
| 6      | Victoria  | 5-0-1  | Chris Hairston       | TKO    | 1 (4)           | 24 de enero de 2004      | Boardwalk Hall, Atlantic City, Nueva Jersey, EE. UU.       |                                                                                           |
| 5      | Empate    | 4-0-1  | Semisi Bloomfield    | PTS    | 4               | 22 de noviembre de 2003  | Reliant Park, Houston, Texas, EE. UU.                      |                                                                                           |
| 4      | Victoria  | 4-0    | Gabriel Taylor       | TKO    | 2 (4)           | 3 de octubre de 2003     | Reliant Park, Houston, Texas, EE. UU.                      |                                                                                           |
| 3      | Victoria  | 3-0    | Caesar Carbajal      | TKO    | 1 (4)           | 26 de julio de 2003      | Olympic Auditorium, Los Ángeles, California, EE. UU.       |                                                                                           |
| 2      | Victoria  | 2-0    | Jim Franklin         | UD     | 4               | 17 de mayo de 2003       | Trump Taj Mahal, Atlantic City, Nueva Jersey, EE. UU.      |                                                                                           |
| 1      | Victoria  | 1-0    | Dallas Lane          | TKO    | 1 (4)           | 3 de mayo de 2003        | Flamingo Hilton, Las Vegas, Nevada, EE. UU.                | Debut Profesional                                                                         |

## Carrera de artes marciales mixtas
Flores ha dicho "¡Estoy más que frustrado! Todos los pesos crucero del mundo me están esquivando, qué montón de cobardes". Él sigue al ex campeón de peso pesado James Toney, quien recientemente firmó un acuerdo con el UFC, y Ricardo Mayorga en el deporte de MMA. Las peleas podrían ser en peso semipesado (205 libras) o mediano (185 libras), firmó con la empresa de promoción Shine Fights. Sin embargo, a partir de abril de 2021, estas peleas nunca llegaron a buen término, ya que Flores ha cambiado cada vez más a un papel de entrenador dentro del boxeo, sobre todo como entrenador del YouTuber Jake Paul.